# Toussaint Bertin de la Doué
Toussaint Bertin de la Doué (también conocido como Thomas Bertin de la Doué) (1680 - 6 de febrero de 1743) fue un compositor francés del Barroco. Trabajó como organista para los Teatinos, como músico en la corte del Duque de Orléans y como violinista y clavecinista en la Académie Royale de Musique entre 1714 y 1734.
Compuso música sacra, canciones, tríos para dos violines y bajo continuo, además de varias óperas.

## Óperas
- Cassandre , 1706 (con François Bouvard)
- Diomède , 1710
- Ajax , 1712
- Le jugement de Pâris, 1718
- Les plaisirs de la campagne, 1719